# Чарбхадрасан
Чарбхадрасан (бенг. চর ভদ্রাসন, англ. Charbhadrasan) — город в центральной части Бангладеш, административный центр одноимённого подокруга. Площадь города равна 27,82 км². По данным переписи 2001 года, в городе проживало 21 127 человек, из которых мужчины составляли 51,5 %, женщины — соответственно 48,5 %. Плотность населения равнялась 759 чел. на 1 км². Уровень грамотности населения составлял 28 % (при среднем по Бангладеш показателе 43,1 %). 